# Lunghezza di penetrazione di London
Nei superconduttori, la lunghezza di penetrazione di London (di solito viene indicata con {\displaystyle \lambda } o {\displaystyle \lambda _{L}}) caratterizza la distanza in cui penetra il campo magnetico all'interno di un superconduttore. Infatti il campo magnetico all'interno dei superconduttori diminuisce esponenzialmente con la distanza dalla superficie.
La lunghezza di penetrazione di London deriva dalla combinazione della equazione di London e dalla legge di Ampère. Se uno considera una lastra di superconduttore immersa nel vuoto in un debole campo magnetico esterno B0
diretto nella direzione parallela alla superficie del superconduttore, detta x la direzione normale alla superficie del superconduttore e posta l'origine sulla superficie di separazione tra superconduttore e vuoto, all'interno del superconduttore il campo magnetico varia con la legge:
{\displaystyle B(x)=B_{0}\exp \left(-{\frac {x}{\lambda }}\right),}
Il valore della lunghezza di penetrazione è pari a:
{\displaystyle \lambda ={\sqrt {\frac {m}{\mu _{0}n_{s}q^{2}}}}}
dove {\displaystyle n_{s}} è la densità dei portatori di carica del superfluido per unità di volume, q la loro carica ed m la loro massa.

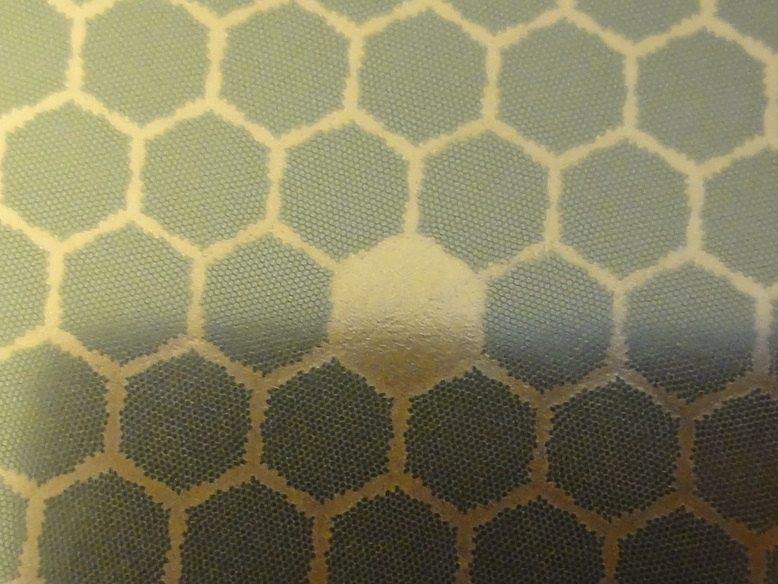
La sezione di un cavo superconduttore destinato a portare correnti di migliaia di Ampère, le sezioni esagonali scure esaminate accuratamente sono centinaia di fili, la regione più chiara è un metallo normale, in genere rame.

Il campo magnetico esterno ha un tale comportamento, ma data la naturale connessione tra corrente e campo magnetico: in un filo superconduttore percorso da corrente, esaminato localmente, la supercorrente cioè la corrente dovuta alle coppie di Cooper, è confinata in una regione dell'ordine di grandezza di {\displaystyle \lambda } cioè solo sulla sua superficie.
La lunghezza di penetrazione ha una somiglianza con l'effetto pelle. Nei metalli normali la presenza dell'effetto pelle causa che solo i portatori di carica sulla superficie contribuiscono ai fenomeni di trasporto, quindi ad esempio a frequenze di 50 Hz è inutile avere conduttori di rame di diametro superiore a 6 mm in quanto la parte interna non contribuisce alla conduzione. In maniera analoga è inutile nei superconduttori utilizzati per generare grandi correnti di avere fili di sezione elevata. La figura a fianco mostra la sezione di un cavo superconduttore destinato a portare una corrente molto elevata, le superfici esagonali più scure ingrandite sono costituite da centinaia di fili di diametro dell'ordine di grandezza della lunghezza di penetrazione.
Per avere una idea per alcuni metalli puri, nella tabella che segue, vengono date lunghezze di penetrazione allo zero assoluto per alcuni metalli puri.
| Metallo   | {\displaystyle \lambda _{o}\ (nm)} |
| --------- | ---------------------------------- |
| Stagno    | 34                                 |
| Alluminio | 16                                 |
| Piombo    | 110                                |
| Niobio    | 39                                 |

La lunghezza di penetrazione dipende dal materiale, se i materiali hanno piccolo cammino libero medio elettronico a causa di impurezze o imperfezioni strutturali (detti superconduttori sporchi), la lunghezza di penetrazione può essere molto grande anche maggiore di 150 nm.
La transizione superconduttiva è un transizione di fase del secondo ordine per cui {\displaystyle n_{s}\rightarrow 0} all'aumentare della temperatura fino a raggiungere la temperatura critica Tc (la temperatura a cui sparisce la superconduttività). Di conseguenza la funzione {\displaystyle \lambda (T)\ } diverge per {\displaystyle T\rightarrow T_{c}\ }. Spesso si indica tale divergenza con la legge empirica:
{\displaystyle \lambda (t)={\frac {\lambda _{o}}{1-(T/T_{c})^{4}}}}
Nel caso dei film se il loro spessore è inferiore alla lunghezza di penetrazione il campo magnetico penetra all'interno, la corrente di schermo è piccola, e di conseguenza per campi magnetici paralleli alla superficie è molto maggiore di quello che si ha per il materiale
bulk.
La lunghezza di penetrazione è determinata dalla densità di superfluido, che una quantità importante in quanto è collegata a Tc nei superconduttori ad alta temperatura critica. Se un superconduttore ha dei nodi nella gap di energia, la lunghezza di penetrazione a 0 K dipende dal campo magnetico, in quanto la densità di superfluido cambia con il campo magnetico. Per questa ragione misure accurate della lunghezza di penetrazione a bassa temperatura possono dare informazioni sui superconduttori ad alta temperatura critica.